# Vochysia boliviana
Vochysia boliviana är en tvåhjärtbladig växtart som beskrevs av Henry Hurd Rusby. Vochysia boliviana ingår i släktet Vochysia och familjen Vochysiaceae. Inga underarter finns listade i Catalogue of Life.